# David King
David King (ur. 27 grudnia 1989 roku w Houston w stanie Teksas) – amerykański zawodnik futbolu amerykańskiego, grający na pozycji defensive end. W rozgrywkach akademickich NCAA występował w drużynie Oklahoma.
W roku 2013 przystąpił do draftu NFL. Został wybrany przez drużynę Philadelphia Eagles w siódmej rundzie (239. wybór). W drużynie z Pensylwanii występuje do tej pory.